# Main Range (Snowy Mountains)
Als Main Range wird ein Berggebiet in den Snowy Mountains in New South Wales in Australien bezeichnet. Es erstreckt sich um den Mount Kosciuszko, den höchsten Berg auf dem australischen Festland. In der Main Range befinden sich fast alle Zweitausender Australiens. Sie ist ein Teil der Great Dividing Range.

## Gipfel
Die höchsten zehn Berge der Main Range sind Mount Kosciuszko (2228 m), Mount Townsend (2209 m), Mount Twynam (2195 m), Rams Head (2190 m), Etheridge Ridge (2180 m), North Rams Head (2177 m), Byatts Camp Peak (2159 m), Carruthers Peak (2145 m), Abbott Peak (2140 m) und Watsons Crag Dome (2136 m). Die Gipfel können meist ohne Kletterkenntnisse erwandert werden.

## Abgrenzung
Auf dem australischen Festland gibt es 25 Berge über 2000 Meter. Sie alle liegen in den Snowy Mountains im Bundesstaat New South Wales im südöstlichen Australien. Die Main Range liegt zwischen der Ramshead Range und dem Berg Dicky Cooper Bogong (1972 m). Nicht zur Main Range gehören die Berge Gungartan, Mount Jagungal und Kerries Ridge, die etwas nordöstlich liegen.
Neben der Main Range in den Snowy Mountains wird auch ein Gebirge in Queensland als Main Range bezeichnet, das aus vulkanischer Aktivität entstand.